# Neuromàntic
Neuromàntic (originalment en anglès Neuromancer), publicada el 1984, és la primera novel·la de William Gibson. És considerada com la primera novel·la ciberpunk i a més és on apareix per primer cop el terme ciberespai. Va ser publicada en català el 1988 per Edicions Pleniluni, d'Alella, a la col·lecció "2001".
El 1984 Neuromàntic va guanyar els premis Nebula i Philip K. Dick Award i va ser nominada al British Science Fiction Association Award. El 1985 va guanyar el premi Hugo i va quedar en tercer lloc al John W. Campbell Memorial Award.
Es plantejà fer un videojoc sobre la novel·la cap al 2013.

## Argument
En un futur proper en què la realitat virtual és una cosa comuna i el món és dominat per les grans corporacions, Mut d'Hivern, una intel·ligència artificial, contracta un grup de gent per a ajudar-la a transformar-se en la suma de tota la informació de la xarxa i anar a trobar a d'altres de la seva espècie.
Narra les peripècies d'un furoner obligat a entrar en diversos sistemes. D'un cartutx de memòria recupera la consciència d'un antic furoner ja mort, i junts miren de tirar endavant, tant en el món físic com en el cibermón. És clarament una font d'inspiració per a obres com "Matrix", on hi ha realitats alternatives i control de la informació.